# Rhaphiomidas xanthos
Rhaphiomidas xanthos är en tvåvingeart som beskrevs av Townsend 1895. Rhaphiomidas xanthos ingår i släktet Rhaphiomidas och familjen Mydidae. Inga underarter finns listade i Catalogue of Life.